# Средняя Ока
Средняя Ока (баш. Урта Ака) — деревня в Мечетлинском районе Республики Башкортостан Российской Федерации. Входит в состав Большеокинского сельсовета.

## География

### Географическое положение
Расстояние до:
- районного центра (Большеустьикинское): 14 км,
- центра сельсовета (Большая Ока): 2 км,
- ближайшей ж/д станции (Красноуфимск): 94 км.

## Население
| 1939 | 1959 | 1970 | 1979 | 1989 | 2002 | 2009 |
| ---- | ---- | ---- | ---- | ---- | ---- | ---- |
| 560  | ↘466 | ↗540 | ↘432 | ↘354 | ↘327 | ↘321 |
| 2010 |      |      |      |      |      |      |
| ↘319 |      |      |      |      |      |      |

Национальный состав
Согласно переписи 2002 года, преобладающие национальности — татары (56 %), башкиры (43 %).